# Тиберије II Константин
Тиберије II Константин (рођ. око 540. — умро 582. год.) је био источноримски (византијски) цар од 574. до 582. године, прво као савладар (цезар) душевно болесног Јустина II (574—578), а затим као једини цар (август) све до своје смрти 582. године.
Тиберије је био пореклом из Тракије и каријеру је започео као војник. Још пре смрти цара Јустинијана I је постао заповедник дворске гарде ескубитора и 565. је олакшао долазак царевог сестрића Јустина II на престо. Међутим, Јустин је 573. изгубио ментално здравље и његова жена Софија га је наговорила да усини Тиберија и произведе га у свог савладара-цезара. Тиберије, од тада познат под владарским именом Тиберије Константин, је тако путем адопције продужио Јустинијанову династију. Још током савладарства, Тиберије је имао сталне сукобе са утицајном царицом Софијом која је након Јустинове смрти 578. покушала да очува свој положај удајом за Тиберија. Ипак, успео је да одоли свим дворским сплеткама и заверама. У спољној политици побољшао је положај Царства склопаљем мира са Персијом, али је Аварима морао да преда Сирмиј (данашњу Сремску Митровицу), главну испоставу Царства на дунавској граници. Престо је препустио свом зету и заповеднику гарде ескубитора Јерменину Маврикију.

## Управљање
Нови цар је преименован у Константин. Да повећа своју популарност међу људима и аристократије, он је одмах почео да троши новац који је био сачуван у ризници. Тиберије донирао много новца у добротворне сврхе и изградњу. Након његове кратке владавине, његова дарежљивост довело империју до банкрота.